# Alice n'est plus ici
Pour les articles homonymes, voir Alice.
Pour plus de détails, voir Fiche technique et Distribution.
Alice n'est plus ici (Alice Doesn't Live Here Anymore) est un film américain réalisé par Martin Scorsese et sorti en 1974.
Le film est présenté en compétition officielle Festival de Cannes 1975. Il était auparavant sorti dans les salles américaines. Le film est globalement bien accueilli par la presse et performe au box-office. Il reçoit de nombreuses distinctions dont l'Oscar de la meilleure actrice pour Ellen Burstyn.

## Synopsis
Alice Hyatt vit à Socorro au Nouveau-Mexique. Cette femme au foyer de 35 ans est malheureuse en ménage. Son mari Donald, chauffeur routier, est indifférent envers elle et irascible avec leur fils d'une dizaine d'années, Tommy. Quand son mari meurt dans un accident de la route, la vie d'Alice prend un nouveau cours. Elle part alors avec son fils vers son rêve de petite fille : devenir chanteuse à Monterrey en Californie. Mais quelques désillusions l'attendent notamment à Phoenix.

## Fiche technique
- Titre original : Alice Doesn't Live Here Anymore
- Titre français : Alice n'est plus ici
- Réalisation : Martin Scorsese
- Scénario : Robert Getchell
- Musique : Richard LaSalle
- Direction artistique : Toby Carr Rafelson
- Décors : Toby Rafelson
- Costumes : Lucia De Martino, Lambert Marks
- Photographie : Kent L. Wakeford (en)
- Cadrage : Owen Marsh
- Son : Donald E. Parker
- Montage : Marcia Lucas
- Production : Audrey Maas, David Susskind
- Société de production : Warner Bros.[1] (États-Unis)
- Sociétés de distribution : Warner Bros.[1] (États-Unis), Warner Bros. Transatlantic[2] (France), Solaris Distribution[3] (France)
- Pays de production :  États-Unis
- Langue originale : anglais
- Format : couleur (Technicolor) — 35 mm — 1.85:1 — son monophonique
- Genre : comédie dramatique, road movie
- Durée : 112 minutes
- Dates de sortie[4] :
  - États-Unis : 9 décembre 1974 (Los Angeles), 29 janvier 1975 (New York)
  - France : 12 mai 1975 (festival de Cannes)
  - France : 30 mai 1975
- Classifications et visa CNC : mention « tous publics », Art et Essai, visa d'exploitation no 44157 délivré le 5 mai 1975

## Distribution

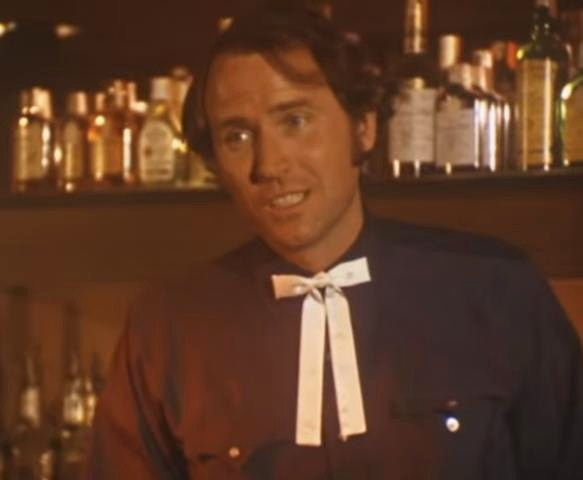
Harry Northup dans le rôle du barman du Joe & Jim's

- Ellen Burstyn (VF : Nadine Alari) : Alice Hyatt
- Alfred Lutter III : Tommy Hyatt
- Kris Kristofferson (VF : Gérard Dessalles) : David
- Diane Ladd (VF : Perrette Pradier) : Flo
- Harvey Keitel (VF : Sylvain Joubert) : Ben
- Jodie Foster : Audrey
- Billy Green Bush (en) (VF : Claude Joseph) : Donald
- Lelia Goldoni (VF : Jane Val) : Bea
- Vic Tayback (VF : Jacques Dynam) : Mel
- Valerie Curtin (VF : Jeanine Forney) : Vera
- Murray Moston (VF : Raoul Delfosse) : Jacobs
- Lane Bradbury : Rita Everhart
- Harry Northup (VF : François Leccia) : le barman du Joe & Jim's
- Mia Bendixsen : Alice, à l'âge de 8 ans
- Laura Dern : une petite fille qui mange une glace (figuration)

## Production

### Genèse et développement
Après avoir achevé le tournage de L'Exorciste, Warner Bros. désire faire un autre film avec Ellen Burstyn sur lequel elle aurait le contrôle créatif. Elle souhaite alors faire un film différent et mettant en scène une vraie femme. Par l'intermédiaire de son agent, l'actrice découvre le script de Robert Getchell, qu'elle envoie à des producteurs du studio. Elle contacte également Francis Ford Coppola pour savoir s'il connait un jeune réalisateur pouvant mettre en scène le film. Il lui dit de regarder Mean Streets. Séduite par ce film, Ellen Burstyn souhaite alors que Martin Scorsese soit engagé,.

### Attribution des rôles
La fille de Diane Ladd, Laura Dern, apparait dans le rôle de la petite fille mangeant le cône glacé.

### Tournage
Les prises de vue ont été effectuées du 26 février au 24 avril 1974 :
- En extérieur en Arizona :
  - Amado ;
  - Parc national de Saguaro ;
  - Tucson.
- En intérieur en Californie (Los Angeles) : la séquence en flash-back du souvenir d'enfance d'Alice à Monterey a été la dernière à être tournée sur le plateau de l'ancien studio Columbia de Gower Street d'Hollywood avant que celui-ci soit cédé aux Sunset Gower Studios[8].

### Chansons
Les informations mentionnées dans cette section proviennent de la base de données cinématographiques IMDb,.
- You'll Never Know (en), paroles de Mack Gordon et musique d'Harry Warren, interprétée par Alice Faye dans le film Hello Frisco, Hello (1943), chanson diffusée durant le générique de début lié à la séquence de l'enfance d'Alice.
- All the Way from Memphis (en), paroles et musique d'Ian Hunter, interprétée par le groupe Mott the Hoople (1973).
- Roll Away the Stone, paroles et musique de Leon Russell et Greg Dempsey, interprétée par Leon Russell (1969).
- Daniel (en), paroles de Bernie Taupin et musique d'Elton John, interprétée par Elton John (1973).
- Jeepster, paroles et musique de Marc Bolan, interprétée par le groupe T. Rex (1971).
- Where or When (en), paroles de Lorenz Hart et musique de Richard Rodgers (1937), interprétée par Ellen Burstyn (non créditée).
- When Your Lover Has Gone, paroles et musique de Einar Aaron Swan (1931).
- Gone with the Wind (en), paroles d'Herb Magidson et musique d'Allie Wrubel (1937), interprétée par Ellen Burstyn (non créditée).
- I've Got a Crush on You, paroles d'Ira Gershwin et musique de George Gershwin (1928), interprétée par Ellen Burstyn (non créditée).
- I'm So Lonesome I Could Cry, paroles et musique d'Hank Williams (1949), interprétée par Kris Kristofferson (non crédité).
- Wildwood Flower (en), traditionnel, paroles de Maud Irving et musique de Joseph Philbrick Webster (en) (1860), arrangé par Daniel Franklin.
- Cuddle up a Little Closer, Lovey Mine (en), paroles d'Otto Harbach et musique de Karl Hoschna (en) (1908), interprétée par Betty Grable dans le film L'Île aux plaisirs (Coney Island, 1943), scène où Tommy regarde ce film à la télévision.
- I Will Always Love You, paroles, musique et interprétation par Dolly Parton (1974), chanson non créditée au générique, diffusée par le jukebox dans la scène du bar avec Alice et Ben (Harvey Keitel).

## Accueil
- AllMovie [10],[Note 2] : « Bien qu’Alice n'est plus ici n'a pratiquement aucune des caractéristiques thématiques de Martin Scorsese, le film tire son charme et son énergie du même style réaliste d'improvisation commun à tous ses films, en particulier dans les scènes entre Alice et Flo ou avec l'énervant gesticulateur Tommy. […] Elle [Ellen Burstyn] a été récompensée par l'Oscar de la meilleure actrice. À l'époque, le film avait été critiqué pour avoir présenté à Alice le choix trop évident entre amant et carrière, et pour avoir rendu l'amant Kris Kristofferson invraisemblablement attirant. Jodie Foster interprète Audrey, la nouvelle amie excentrique de Tommy. Les personnages du scénariste Robert Getchell ont été adaptés pour la série télévisée Alice[Note 3]. »
- Critikat[11] : « On s’étonnerait presque de découvrir un Scorsese aussi juste dans sa peinture d’une époque par le biais de l’intime, capable de brosser en quelques scènes le portrait d’une femme qui pourrait parler pour toute une communauté invisible, celle de l’Amérique du milieu, des États que personne ne traverse. Déjà en germe, les grandes lignes de son univers visuel sont là : des personnages pris entre réalisme et théâtralité, criants de vérité et si cinématographiques, atteignant le réel en le transcendant. »
- Le Monde[12] : « Sur la recommandation de Francis Ford Coppola, elle [Ellen Burstyn] se laisse convaincre de s'en remettre à Scorsese. […] Le résultat de cette collaboration, d'une étonnante fluidité, témoigne de la maturité du jeune (30 ans) cinéaste. On retrouve dans les séquences qui jettent Alice entre les griffes de Ben (Harvey Keitel), un psychopathe qui hait les femmes, tout le potentiel de violence que Scorsese a déjà manifesté. Mais les scènes d'amour entre Ellen Burstyn et Kris Kristofferson respirent la tendresse et la légèreté. Le chanteur de country qui est à l'époque en train de devenir une star de cinéma — il vient de tourner dans le Pat Garrett et Billy le Kid de Peckinpah — compose une figure masculine comme on n'en verra jamais plus dans les films de Scorsese : solide, rassurant, drôle. […] Avec sa bande-son qui mêle des titres rock du moment (All the Way from Memphis (en), de Mott The Hoople), la country des bars dans lesquels Alice trouve du travail et les standards de Broadway qu'elle y interprète, Alice n'est plus ici continue le travail musical de Scorsese, entamé dès son premier film, Who's That Knocking at My Door ? […] Profitant du pouvoir que les metteurs en scène ont acquis de haute lutte, Scorsese a exigé que l'on construise un décor pour cette séquence sur l'enfance d'Alice, sa vocation de chanteuse. On est manifestement en studio, dans une lumière rougeoyante qui évoque irrésistiblement les productions à grand spectacle des années 1940, à commencer par Autant en emporte le vent. Par ce geste, Martin Scorsese inscrit son récit dans la fiction et surtout dans l'histoire d'un art qu'il prétend perpétuer, le grand cinéma américain. »

## Distinctions
Les informations mentionnées dans cette section proviennent de la base de données cinématographiques IMDb.
- Oscars 1975 :
  - Oscar de la meilleure actrice pour Ellen Burstyn ;
  - Diane Ladd nommée pour l'Oscar de la meilleure actrice dans un second rôle ;
  - Robert Getchell nommé pour l'Oscar du meilleur scénario original.
- Golden Globes 1975 :
  - Ellen Burstyn nommée pour le Golden Globe de la meilleure actrice dans un film dramatique ;
  - Diane Ladd nommée pour le Golden Globe de la meilleure actrice dans un second rôle.
- Writers Guild of America Awards 1975 : Robert Getchell nommé pour le WGC Award du meilleur scénario dramatique original.
- BAFTA Awards 1976 :
  - British Academy Film Award du meilleur film ;
  - British Academy Film Award de la meilleure actrice pour Ellen Burstyn ;
  - British Academy Film Award du meilleur scénario pour Robert Getchell ;
  - British Academy Film Award de la meilleure actrice dans un second rôle pour Diane Ladd ;
  - Martin Scorsese nommé pour le British Academy Film Award du meilleur réalisateur ;
  - Lelia Goldoni nommée pour le British Academy Film Award de la meilleure actrice dans un second rôle ;
  - Alfred Lutter nommé pour le British Academy Film Award du meilleur nouveau scénariste, réalisateur ou producteur britannique.